# Ivan Ambrozović
Ivan Ambrozović (9. lipnja 1789. – 12. veljače 1869.)  je bio hrvatski književnik i prevoditelj.
Poznat je kao autor jednoga od prvih znanih prijevoda nekog djela sa srpskog na hrvatski jezik.
Sin je Ivana Nepomuka Ambrozovića, somborskog senatora.
Rodom je bunjevački Hrvat.
Po struci je bio pravnikom. Studirao je pravu u Pešti.

## Djela
Napisao je četiri djela, a valja istaknuti:
- Proricsja i narecsenja: kija shtiuch i ibderxavajuch, i sam sebe svaki, i druge pouzdano upravljati hoche. Sa Serbskog na Illyricski Privedena, Nadopunjena i Sloxena, Trudom i nastojanjem Ivana Ambrozovicha. U Mudroskupshtini Peshtanskoj Perve Godine Pravaslishaoca Pešta, 1808.

## Vanjske poveznice
- Google Books Knjiga Proricsja i narecsenja iz 1808.
- Hrvatska riječ Sadržajan i kvalitetan program proslave, 10. prosinca 2004.
- Miroljub br.9/2000. Antonija Čota: Književnost našeg naroda